# William Brooks Close
William Brooks Close (Nápoles, 6 de maio de 1853 – Ilha de Wight, 25 de setembro de 1923) foi o fundador do Close Brothers Group, um dos mais antigos bancos comerciais do Reino Unido.

## Carreira
Nascido em Nápoles e criado no iate de seu pai, William Brooks Close foi educado no Wellington College e Trinity College, Cambridge onde remou no barco de Cambridge nas corridas de barcos de Oxford e Cambridge de 1875, 1876 e 1877. Cambridge venceu em 1876 e a corrida de 1877 foi o único empate. Ele também foi vice-campeão de Alfred Dicker no Diamond Challenge Sculls no Henley Royal Regatta em 1875.
Close foi para os Estados Unidos e, com a assistência de seus irmãos, James e John, começou a comprar terras em Iowa; sua primeira compra foi uma área de 14 475 acre(s)s (59 km2) comprados a apenas 2,40 dólares por acre. Logo os irmãos estavam recrutando funcionários das universidades britânicas para cultivar as pradarias de Iowa. Eles usaram essa riqueza para oferecer hipotecas agrícolas a outros proprietários de terras. O terreno foi posteriormente vendido a inquilinos locais.
Em 1897, Close garantiu o direito de construir uma ferrovia de Skagway para o Yukon. Esta empresa foi concluída e operacional em 1899.
A Close construiu uma casa, a Huntercombe Manor, em Nettlebed. Ele morreu em 1923 na ilha de Wight.

## Família
Em 1880, ele se casou com Mary Paullin e juntos tiveram um filho.